# Denis Fischer
Denis Fischer (* 10. März 1978 in Delmenhorst) ist ein deutscher Sänger, Unterhaltungskünstler und Bühnenschauspieler.

## Biografie
Denis Fischer konnte im Alter von 18 Jahren erste Achtungserfolge in Bremen und Oldenburg verbuchen, so dass das Junge Theater Bremen ab 1999 das Jungtalent als freien Schauspieler, Autoren und Regisseur gewann.
In dieser langjährigen Zusammenarbeit entstand die Figur des Mr. Latenight, eines Showmasters, den Fischer sich selbst auf den Leib schrieb. Anschließend zog er nach Berlin, um sich vermehrt musikalischen Projekten zu widmen. Mit seinen unterschiedlichen Programmen war er mit Unterbrechungen seit 2005 auf Deutschlandtour. Gastanstellungen an verschiedenen Häusern quer durch die Republik verhalfen ihm zu größerer Popularität und festigten seinen Ruf in den Branche.
Nach seiner Rückkehr nach Bremen 2013 wurde Denis Fischer als künstlerischer und geschäftsführender Leiter an die Schwankhalle Bremen berufen, wo er bereits seit 2004 immer wieder als Schauspieler tätig gewesen war und sich zudem in den Bereichen Konzeption und Programmplanung engagiert hatte. Während dieser Tätigkeit, die er bis 2015 ausübte, lernte er den Fassbinder-Schauspieler und Regisseur Ulli Lommel kennen, unter dessen Regie er 2011 im Theaterstück The Factory als Hauptdarsteller in der Rolle des Andy Warhol mitwirkte. 
Aus dieser Zusammenarbeit entwickelte sich der Dokumentarfilm Factory Cowboys - Working with Warhol aus dem Jahr 2017, erneut unter der Regie von Lommel und mit Denis Fischer als Andy Warhol.
Im selben Jahr hatte Fischer Erfolge als Regisseur, als er Wildes Berlin - Das tierische Hauptstadtmusical für das BKA Theater Berlin realisierte. 2018 erweckte Denis Fischer als Hauptdarsteller in der Neuköllner Oper Berlin Ocaña, Königin der Ramblas unter der Regie von Marc Rosich zum Leben. Während der Clingenburg Festspiele 2019 war er in der Rocky Horror Show als Hauptdarsteller in der Rolle des Frank N Furter ebenso wie in der Produktion Shakespeare in Love zu sehen. Seine Darstellung des Frank N Furter brachte ihm den Preis als Publikumsliebling 2019 ein, der ihm im Rahmen der Clingenburger Festspiele verliehen wurde.
2019 feierte Denis Fischer sein 20-jähriges Bühnenjubiläum im Bremer Traditionsclub Lila Eule.
Denis Fischers älterer Bruder, Chansonier und Schauspieler Tim Fischer, ist auf einem Track seines 2008 erschienenen Albums Devil in Disguise als Duettpartner zu hören. 

## Diskographie

### Alben
- 07/2006: Deathsongs
- 12/2006: Fischer singt Juhnke
- 05/2008: Devil in Disguise
- 02/2011: Fischer singt Cohen
- 10/2012: Fischer singt Lorca (Live in der Bar jeder Vernunft)
- 02/2015: Club 27
- 01/2016: Happy Birthday Herr Presley
- 04/2017: Sommer in der Stadt
- 01/2018: Sommer in der Stadt (Live im BKA-Theater Berlin)
- 03/2019: Denis
- 04/2020: stay home recordings
- 07/2020: stay home recordings 2
- 04/2021: Rough And Ready For Love

### Theater (Auswahl)
- 2005: Ficken vor der Kamera (Gnadenloser Seelenstriptease in fünf Szenen) (Junges Theater Bremen)[1] (Hauptdarsteller)
- 2006: After Hours (Elektro-Oper) (Berghain Berlin)[2]
- 2011: The Factory (Hauptdarsteller)
- 2015: Arsen und Spitzenhäubchen (Kriminaltheater Bremen)[3]
- 2017: Wildes Berlin - Das tierische Hauptstadtmusical  (Regisseur)
- 2018: Ocaña, Königin der Ramblas (Hauptdarsteller)
- 2019: Rocky Horror Show (Hauptdarsteller)